# Silvio Amadio
Silvio Amadio (Frascati, 8 de agosto de 1926 - Roma, 19 de agosto de 1995) foi um diretor de cinema e roteirista italiano. Dirigiu 24 filmes entre 1957 e 1981. O seu filme Lupi nell'abisso (1959) foi inserido no 9º Berlin International Film Festival.

## Filmografia parcial
- L'ultima violenza (1957)
- Lupi nell'abisso (1959)
- Teseo contro il minotauro (1960
- Tu che ne dici? (1960)
- L'ammutinamento (1961)
- Le sette folgori di Assur (1962)
- Desideri d'estate (1964)
- Oltraggio al pudore (1964)
- Assassinio made in Italy (1965)
- Per mille dollari al giorno (1966)
- L'isola delle svedesi (1969)
- Disperatamente l'estate scorsa (1970)
- Il sorriso della iena (1972)
- Alla ricerca del piacere (1972)
- ...e si salvò solo l'Aretino Pietro, con una mano davanti e l'altra dietro... (1972)
- Come fu che Masuccio Salernitano, fuggendo con le brache in mano, riuscì a conservarlo sano (1973)
- Li chiamavano i tre moschettieri... invece erano quattro (1973)
- La minorenne (1974)
- Catene (1974)
- Peccati di gioventù (1975)
- Quella età maliziosa (1975)
- Il medico... la studentessa (1976)
- Il medium (1980)
- Il carabiniere (1981)